# Franz Lehner (Wirtschaftsinformatiker)
Franz Lehner (* 14. September 1958 in Linz) ist ein österreichischer Wirtschaftsinformatiker. Er hat seit 2004 einen Lehrstuhl für Wirtschaftsinformatik an der Universität Passau inne.
Franz Lehner studierte Informatik in Wien und Linz und habilitierte sich 1992 in Wirtschaftsinformatik an der Universität Linz. 1992 übernahm Lehner den Lehrstuhl für Informationsmanagement an der WHU – Otto Beisheim School of Management in Vallendar. Er war 1995 Gründungspräsident der Donau-Universität Krems. An der Universität Regensburg hatte er von 1995 bis 2003 einen Lehrstuhl für Wirtschaftsinformatik inne. 2004 nahm er der Ruf an die Universität Passau an. Die Forschungs- und Arbeitsschwerpunkte von Lehner liegen hauptsächlich in den Bereichen Wissensmanagement, mobile Anwendungen und E-Learning.
Seit 2001 ist Lehner Mitglied der Europäischen Akademie für Wissenschaft.

## Schriften
- Organisational Memory. Hanser, München 2000, ISBN 3-446-21357-0.
- Mobile und drahtlose Informationssysteme: Technologien, Anwendungen, Märkte. Springer, Berlin 2003, ISBN 3-540-43981-1.
- mit Lutz J. Heinrich: Informationsmanagement: Planung, Überwachung und Steuerung der Informationsinfrastruktur. 8. Auflage. Oldenbourg, München 2005, ISBN 3-486-57772-7.
- mit Stephan Wildner, Michael Scholz: Wirtschaftsinformatik. Eine Einführung. Hanser, München 2006, ISBN 3-446-40927-0.
- Wissensmanagement. Grundlagen, Methoden und technische Unterstützung. 2. Auflage. Hanser, München 2008, ISBN 3-446-41443-6.